# Félix Mantilla
Félix Mantilla Botella (Barcelona, España; 23 de septiembre de 1974) es un exjugador profesional de tenis, con una dilatada carrera deportiva de más de 12 años.
Su superficie preferida y donde mejores resultados obtuvo fue tierra batida. Sin embargo, también obtuvo buenos resultados lejos de esta superficie. Llegó a estar entre los 10 primeros del ranking mundial en junio de 1998. Anunció su retirada del tenis profesional el día 7 de abril de 2008.
Desde 2008 forma parte del Australian Institute of Sport, donde ocupa el cargo de responsable de la base europea situada en Barcelona con la función de formar a jóvenes promesas australianas.
Es director mundial de ventas del sistema de arbitraje electrónico Foxtenn 100% Real Bounce, que estrena el ATP Masters 1000 de Madrid.

## Fundación Félix Mantilla
Le detectaron un cáncer cutáneo-melanoma a comienzo de la temporada 2006 que le retiró de su vida profesional en el tenis temporalmente. Se lo detectaron en la fase inicial y no tuvo que hacer ningún tratamiento de quimioterapia ni radioterapia.
Tras su recuperación creó la Fundación Félix Mantilla.

## Títulos (10)

### Individuales (10)
| Leyenda                |
| Grand Slam (0)         |
| Tennis Masters Cup (0) |
| ATP Masters Series (1) |
| ATP Tour (9)           |

| N.º | Fecha                    | Torneo      | Superficie    | Oponente en la final | Resultado       |
| --- | ------------------------ | ----------- | ------------- | -------------------- | --------------- |
| 1.  | 10 de junio de 1996      | Oporto      | Tierra batida | Hernán Gumy          | 6-7(5) 6-4 6-3  |
| 2.  | 9 de junio de 1997       | Bolonia     | Tierra batida | Gustavo Kuerten      | 4-6 6-2 6-1     |
| 3.  | 7 de julio de 1997       | Gstaad      | Tierra batida | Juan Albert Viloca   | 6-1 6-4 6-4     |
| 4.  | 21 de julio de 1997      | Umag        | Tierra batida | Sergi Bruguera       | 6-3 7-5         |
| 5.  | 21 de julio de 1997      | San Marino  | Tierra batida | Magnus Gustafsson    | 6–3 7–5         |
| 6.  | 8 de septiembre de 1997  | Bournemouth | Tierra batida | Carlos Moyá          | 6-2 6-2         |
| 7.  | 14 de septiembre de 1998 | Bournemouth | Tierra batida | Albert Costa         | 6-3 7-5         |
| 8.  | 12 de abril de 1999      | Barcelona   | Tierra batida | Karim Alami          | 7–6(2) 6–3 6–3  |
| 9.  | 24 de septiembre de 2001 | Palermo     | Tierra batida | David Nalbandian     | 7-6(2) 6-4      |
| 10. | 5 de mayo de 2003        | Roma TMS    | Tierra batida | Roger Federer        | 7-5 6-2 7-6(10) |

### Finalista en individuales (11)
- 1995: Buenos Aires (pierde ante Carlos Moyá)
- 1996: St. Poelten (pierde ante Marcelo Ríos)
- 1996: Gstaad (pierde ante Albert Costa)
- 1996: San Marino (pierde ante Albert Costa)
- 1996: Umag (pierde ante Carlos Moyá)
- 1997: Hamburgo TMS (pierde ante Andrei Medvedev)
- 1998: Dubái (pierde ante Àlex Corretja)
- 1998: Long Island (pierde ante Patrick Rafter)
- 2001: Estoril (pierde ante Juan Carlos Ferrero)
- 2002: Doha (pierde ante Younes El Aynaoui)
- 2002: Indianápolis (pierde ante Greg Rusedski)

### Clasificación en torneos del Grand Slam
| Torneo               | 2005 | 2004 | 2003 | 2002 | 2001 | 2000 | 1999 | 1998 | 1997 | 1996 | Títulos | Total |
| -------------------- | ---- | ---- | ---- | ---- | ---- | ---- | ---- | ---- | ---- | ---- | ------- | ----- |
| Abierto de Australia | 1r   | 1r   | 4r   | 1r   | 1r   | 1r   | 1r   | 1r   | CF   | -    | 0       | 7-9   |
| Roland Garros        | 3r   | 2r   | 4r   | -    | 1r   | 1r   | 4r   | SF   | 2r   | 3r   | 0       | 17-9  |
| Wimbledon            | 1r   | 2r   | 1r   | -    | 2r   | 1r   | 2r   | 3r   | -    | 1r   | 0       | 5-8   |
| US Open              | 1r   | -    | 1r   | 1r   | 2r   | -    | 1r   | 2r   | 4r   | 2r   | 0       | 6-8   |

## Premios, reconocimientos y distinciones
- Medalla de Plata de la Real Orden del Mérito Deportivo, otorgada por el Consejo Superior de Deportes (2000)[8]